# Trinitramide
Le trinitramide est un composé d'azote et d'oxygène avec la formule moléculaire N(NO2)3 (en forme d'hélice) découvert par des chercheurs de l'Institut Royal de Technologie (KTH) en Suède, décrit en 2010 dans l'Angewandte Chemie International Edition. Potentiellement, ce serait un carburant pour fusée (Ergol) des plus efficaces et moins polluants (sans chlore). 
Auparavant, l'existence de la trinitramide restait spéculative : les calculs théoriques de Montgomery et Michels montraient que ce composé serait stable.
Les chercheurs du KTH ont trouvé une méthode pour produire la trinitramide et l'analyser, et ont produit assez de substance pour la détecter dans un tube à essais. Tore Brinck explique qu'il reste à tester la stabilité de la molécule sous forme solide.